# Abby Wambach
Mary Abigail Wambach (Rochester, Nova York, Estats Units; 2 de juny de 1980) coneguda com a "Abby" Wambach, és una exfutbolista nord-americana que jugava com a davantera.
És una medallista olímpica i és la màxima golejadora de seleccions a nivell mundial (amb 170 gols). Guanyadora de la Pilota d'Or Femení 2012.

## Clubs
| Club                   | País         | Any         |
| ---------------------- | ------------ | ----------- |
| Washington Freedom     | Estats Units | 2002 - 2003 |
| Washington Freedom     | Estats Units | 2009 - 2010 |
| MagicJack              | Estats Units | 2011        |
| Western New York Flash | Estats Units | 2013 - 2014 |

### Estadístiques
| Club                                  | Temporada     | Lliga | Lliga | Lliga  |
| Club                                  | Temporada     | Part. | Gols  | Asist. |
| ------------------------------------- | ------------- | ----- | ----- | ------ |
| Washington Freedom · Estats Units     | 2002          | 19    | 10    | 10     |
| Washington Freedom · Estats Units     | 2003          | 18    | 13    | 7      |
| Washington Freedom · Estats Units     | 2009          | 18    | 8     | 5      |
| Washington Freedom · Estats Units     | 2010          | 23    | 13    | 8      |
| Washington Freedom · Estats Units     | Total club    | 78    | 44    | 30     |
| MagicJack · Estats Units              | 2011          | 13    | 9     | 2      |
| MagicJack · Estats Units              | Total club    | 13    | 9     | 2      |
| Western New York Flash · Estats Units | 2013          | 18    | 11    | 8      |
| Western New York Flash · Estats Units | 2014          | 10    | 6     | 4      |
| Western New York Flash · Estats Units | Total club    | 28    | 17    | 12     |
| Western New York Flash · Estats Units | Total carrera | 119   | 70    | 44     |

| Selecció                    | Any | Amistosos | Amistosos | Copa Mundial | Copa Mundial | Copa d'Or | Copa d'Or | J.J.O.O. | J.J.O.O. | Total | Total |
| Selecció                    | Any | Part.     | Gols      | Part.        | Gols         | Part.     | Gols      | Part.    | Gols     | Part. | Gols  |
| --------------------------- | --- | --------- | --------- | ------------ | ------------ | --------- | --------- | -------- | -------- | ----- | ----- |
| Estats Units · Estats Units |     |           |           |              |              |           |           |          |          |       |       |
| 2001                        | ?   | ?         | -         | -            | -            | -         | -         | -        | ?        | ?     |       |
| 2002                        | ?   | ?         | -         | -            | ?            | 1         | -         | -        | ?        | ?     |       |
| 2003                        | ?   | ?         | 6         | 3            | -            | -         | -         | -        | ?        | ?     |       |
| 2004                        | ?   | ?         | -         | -            | -            | -         | 5         | 4        | ?        | ?     |       |
| 2005                        | ?   | ?         | -         | -            | -            | -         | -         | -        | ?        | ?     |       |
| 2006                        | ?   | ?         | -         | -            | ?            | 2         | -         | -        | 0        | 0     |       |
| 2007                        | ?   | ?         | 6         | 6            | -            | -         | -         | -        | ?        | ?     |       |
| 2008                        | ?   | ?         | -         | -            | -            | -         | -         | -        | ?        | ?     |       |
| 2009                        | ?   | ?         | -         | -            | -            | -         | -         | -        | ?        | ?     |       |
| 2010                        | ?   | ?         | -         | -            | 9            | 8         | -         | -        | ?        | ?     |       |
| 2011                        | ?   | ?         | 6         | 4            | -            | -         | -         | -        | ?        | ?     |       |
| 2012                        | ?   | ?         | -         | -            | -            | -         | 6         | 5        | ?        | ?     |       |
| 2013                        | ?   | ?         | -         | -            | -            | -         | -         | -        | ?        | ?     |       |
| 2014                        | ?   | ?         | -         | -            | 4            | 7         | -         | -        | ?        | ?     |       |
| 2015                        | ?   | ?         | 7         | 1            | -            | -         | -         | -        | ?        | ?     |       |
| Total                       | ?   | 142       | 25        | 14           | ?            | 18        | 11        | 9        | 249      | 183   |       |

### Participacions en Copes del Món
| Mundial                        | Seu             | Resultat    | Partits | Gols |
| ------------------------------ | --------------- | ----------- | ------- | ---- |
| Copa Mundial de Futbol de 2003 | Estats Units    | Tercer lloc | 6       | 3    |
| Copa Mundial de Futbol de 2007 | R.P. de la Xina | Tercer lloc | 6       | 6    |
| Copa Mundial de Futbol de 2011 | Alemanya        | Subcampiona | 6       | 4    |
| Copa Mundial de Futbol de 2015 | Canadà          | Campiona    | 7       | 1    |

## Palmarès

### Torneig Internacionals
| Títol               | Equip        | Lloc   | Any  |
| ------------------- | ------------ | ------ | ---- |
| Mundial Femení 2015 | Estats Units | Canadà | 2015 |

Pilota D'Or Femení 2012

## Per a més informació
- Bankston, John (2013), Abby Wambach, Mitchell Lane Publishers, Inc., ISBN 1612284655
- Grainey, Timothy (2012), Beyond Bend It Like Beckham: The Global Phenomenon of Women's Soccer, University of Nebraska Press, ISBN 0803240368
- Kassouf, Jeff (2011), Girls Play to Win Soccer, Norwood House Press, ISBN 1599534649
- Lisi, Clemente A. (2010), The U.S. Women's Soccer Team: An American Success Story, Scarecrow Press, ISBN 0810874164
- Longman, Jere (2009), The Girls of Summer: The U.S. Women's Soccer Team and How it Changed the World, HarperCollins, ISBN 0061877689
- Orr, Tamra (2007), Abby Wambach, Mitchell Lane Publishers, Inc., ISBN 1584156015
- Stevens, Dakota (2011), A Look at the Women's Professional Soccer Including the Soccer Associations, Teams, Players, Awards, and More, BiblioBazaar, ISBN 1241047464